# Ahull
Ahull är en hårdvindsteknik i storm då man inte ens kan ligga bi. Båten får driva utan något segel satt och utan drivankare. Tekniken är inte riskfri, och den är omstridd. I synnerhet om det är höga, brytande vågor utsätts båten för stora risker.